# Junction, Texas
Junction är administrativ huvudort i Kimble County i Texas. Orten grundades 1876 och hette ursprungligen Denman. Ortnamnet ändrades 1877 till Junction City och 1894 till Junction. Junction hade 2 574 invånare enligt 2010 års folkräkning.